# Королевство Польское (1916—1918)
Короле́вство По́льское или неофициально Регентское королевство Польша (пол. Regencyjne Królestwo Polskie, нем. Regentschaftskönigreich Polen) — марионеточное государство, основанное Актом от 5 ноября 1916 года при поддержке Польской социалистической партии и ряда других польских партий и признанное Германской империей и Австро-Венгрией. Было образовано в пределах оккупированной Германией и Австро-Венгрией российской территории Царства Польского (однако без определённых границ) и существовало как государство — сателлит Германии. Идея государственности Польши никогда не приобретала поддержку в Германии и фактически была нацелена только на вовлечение польских сил в военные действия, предпринимаемые Центральными державами.

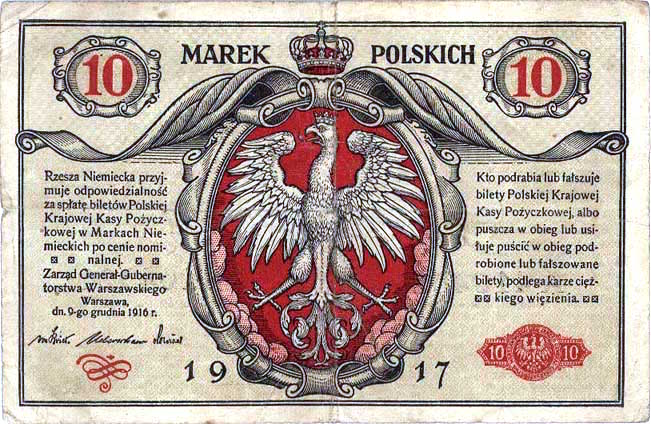
Банкнота в 10 польских марок, 1917

## Образование королевства
Декларация обоих императоров о создании Совета Регентства (пол. Rada Regencyjna), ограничила власть Германии на оккупированных территориях и позволила избрать нового монарха. Лицом, имевшим наибольшую возможность стать польским королём, был австриец — Карл Стефан, эрцгерцог Австрийский (Karol Stephan), чьи две дочери были замужем за польскими аристократами: князем Ольгердом Чарторыйским и Домиником Иеронимом Радзивиллом. Эрцгерцог был готов принять корону, но, как члену Имперского Дома Австрии, ему требовалось разрешение от главы семьи императора Карла I, который сам хотел получить польскую корону.
Использование польского языка в образовательных и политических учреждениях (запрещённое Россией после польских восстаний 1830 и 1863 годов) было восстановлено по всей территории Царства Польского. Центральные державы поддержали создание польского войска (нем. Polnische Wehrmacht), которое было создано для помощи Германии в войне, но мобилизация, проводимая полковником Владиславом Сикорским, не нашла поддержку среди поляков и дала незначительные результаты: к концу существования Регентства армия имела в своем составе лишь около 5000 человек. Королевство имело свою собственную валюту, польскую марку, и Конституцию, принятую 12 сентября 1917 года (монархия, двухпалатный парламент, внеполитические министры).

## Цели германской политики
Хотя при образовании королевства Польша должна была войти в унию с Австрией, растущая зависимость Австро-Венгрии от Германии перечеркнула эти планы. Контроль над польской экономикой и сырьем был в руках Германии. Немцы также имели полный контроль над польской армией. Границы Польши должны были быть изменены в пользу Германии. В конце 1916 года Германия собиралась аннексировать западную часть Польши, почти 30 тыс. км² польской территории, так называемую «польскую приграничную полосу». Эти земли подлежали заселению этническими немцами, а поляки должны были быть перемещены. Такие планы предлагали представители немецкого меньшинства в Польше, проживавшие в районе Лодзи. Они протестовали против Акта 5 ноября и требовали от немецкого правительства аннексии западной части Польши Германией.

## Регенты Королевства Польского

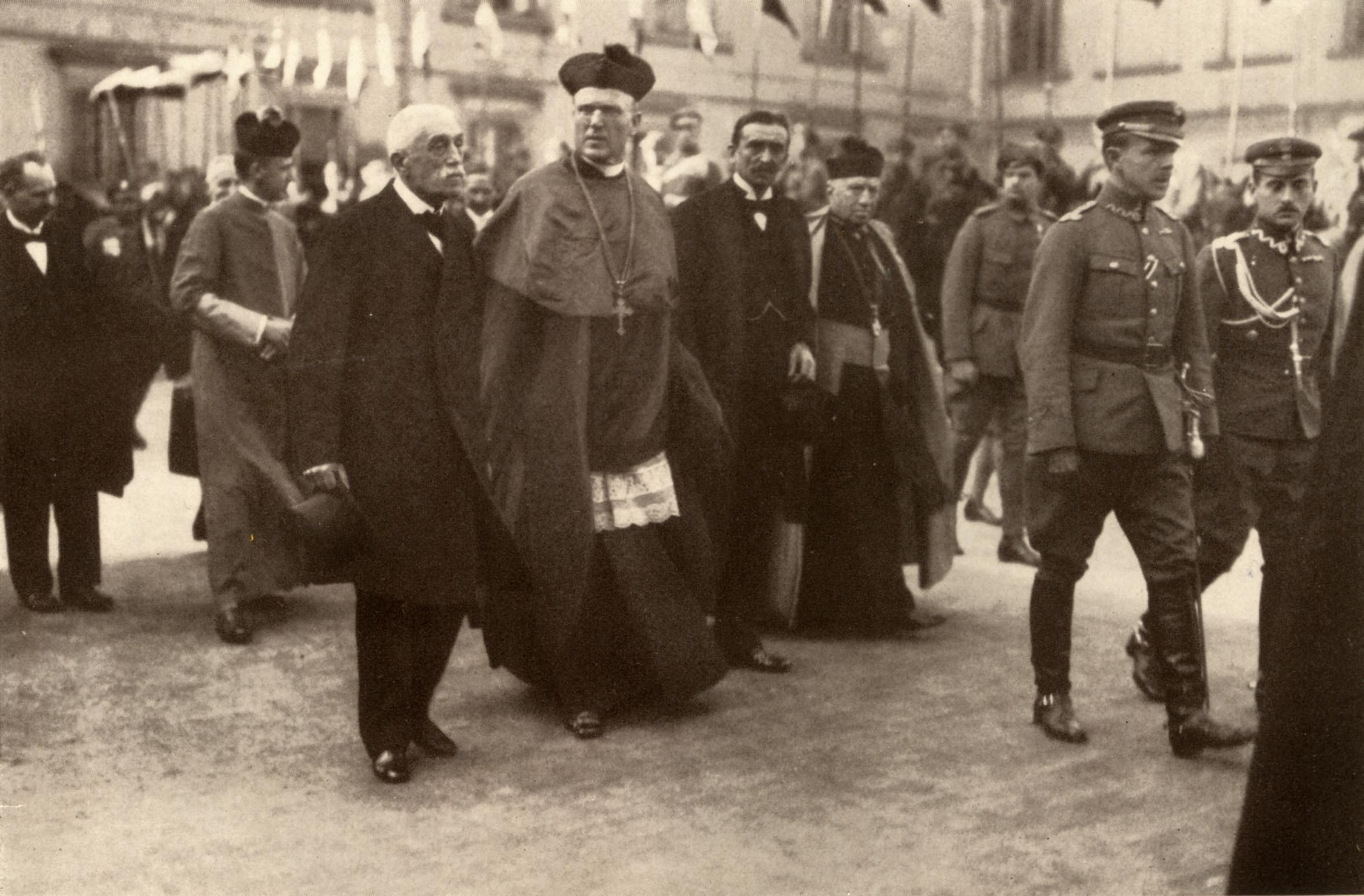
Регенты Польши, слева направо: Юзеф Островский, примас Польши архиепископ Александр Каковский и князь Здислав Любомирский с офицерами польской армии

Формально до избрания монарха Польским королевством правил регентский совет, состоявший из трёх членов:
- Александра Каковского, Варшавского архиепископа, примаса Польши;
- Здзислава Любомирского, землевладельца, назначенного немцами градоначальником Варшавы после оккупации города в 1915 году;
- Юзефа Островского, землевладельца, бывшего члена Государственного Совета Российской империи от Царства Польского.

Формально регентский совет ничем не управлял и не имел возможности выбрать монарха. Административная власть в Польше принадлежала германскому генерал-губернатору Гансу Гартвигу фон Безелеру, который, однако, самоустранился от управления, предпочитая заниматься чисто военными задачами. В связи с этим он саботировал план германизации Людендорфа, предпочитая не вступать в конфликт с местной польской администрацией.
11 ноября 1918 года, в день капитуляции Германии, регентский совет передал все полномочия Юзефу Пилсудскому и через три дня был распущен.

## Институты

### Конституция

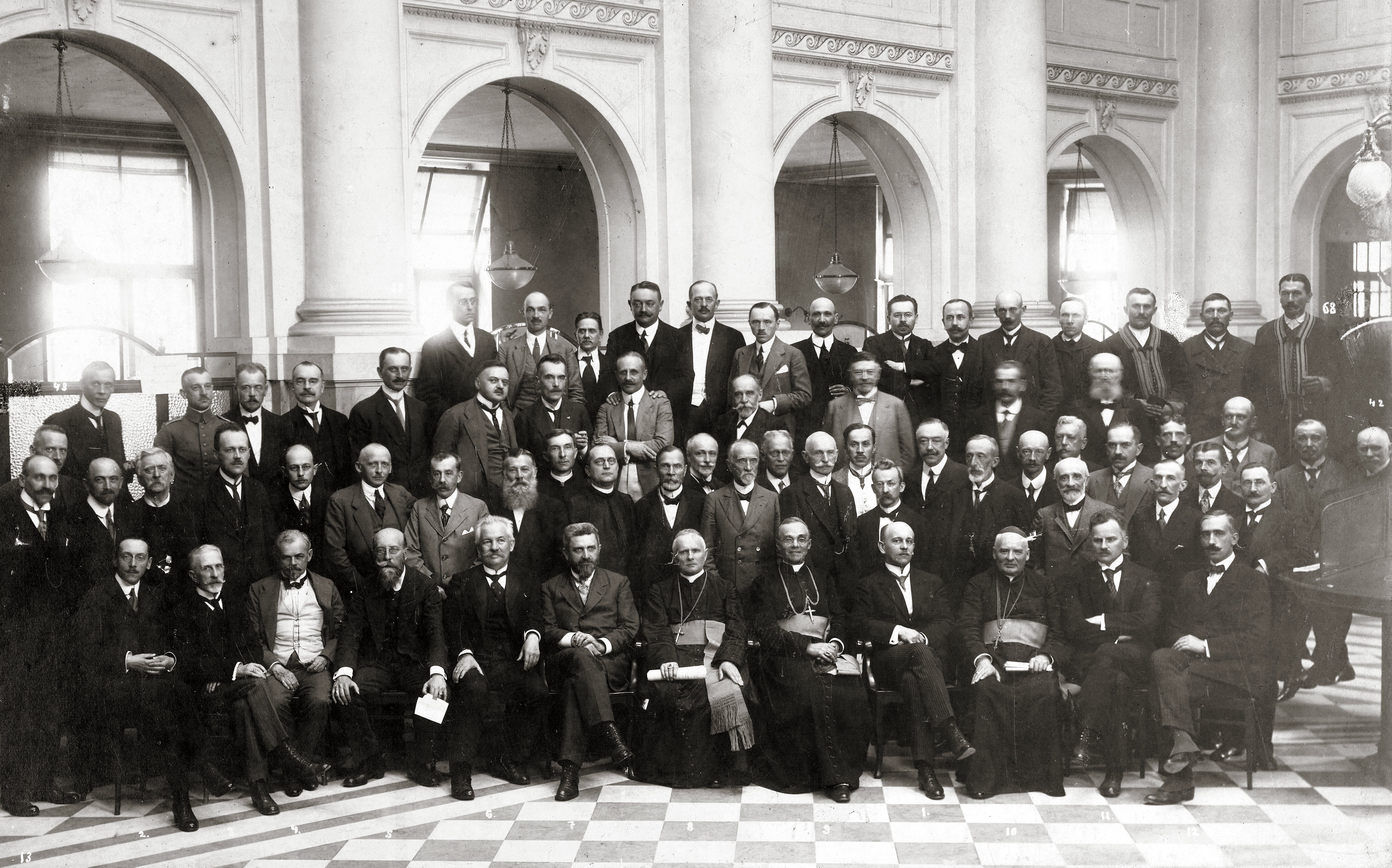
Государственный совет Королевства Польского, сентябрь 1918 г.

Основные принципы временного конституционного устройства были определены оккупантами в патенте от 12 сентября 1917 г. об установлении государственной власти в Королевстве Польском. В прокламации от 13 февраля 1918 г. Совет Регентства объявил, что, обнаружив нарушение акта от 5 ноября 1916 г. и патента от 12 сентября 1917 г. передачей Холмщины УНР, он будет основывать право осуществления высшей государственной власти на волеизъявлении нации. Временная организация высших органов власти была определена декретом совета от 3 января 1918 г. Высшим органом власти был Совет Регентства, Государственный совет был законодательным органом. Регентский совет должен был управляться премьер-министром, советом министров и отдельными министрами. Законодательное производство, однако, регулировалось советом в законе о Государственном совете Королевства Польского от 4 февраля 1918 г., а после роспуска Государственного совета — декретом о временном осуществлении законодательной власти. от 15 октября 1918 г.
Согласно ст. 20 Акта о Государственном совете этот орган должен был принимать постановления о проекте конституции и о создании Сената и Палаты депутатов (Согласно ст. 31 закона о Госсовете, он должен был прекратить свое существование после избрания первого Сейма). На первом заседании Государственного совета 22 июня 1918 г. Совет министров внес, среди прочего, проект акта о порядке созыва, открытия и прений первого польского сейма. Этот проект был представлен в парламентский комитет Госсовета, и на заседании 4 июля 1918 г. он установил четырёхмесячный срок для его рассмотрения. До роспуска Госсовета 7 октября 1918 г. этот акт так и не был принят.
7 октября 1918 г. Совет Регентства распустил Госсовет и приказал созвать сейм сразу после того, как Совет министров разработает закон о выборах. Согласно декрету от 15 октября 1918 г. созыв Конституционного сейма должен был состояться на условиях из декрета 7 октября 1918 г., то есть немедленно, на основании избирательного акта, разработанного в месячный срок, основанного на широких демократических началах и утвержденного и объявленного Советом Регентства. Задачей сейма было установление высшей государственной власти, которая должна была заменить регентство. После падения правительства Юзефа Свежиньского в сообщении от 5 ноября 1918 г. совет объявил, что Конституционный сейм будет созван в декабре.. Не считая роспуска Государственного совета, декреты от 7 и 15 октября 1918 г. не были выполнены. Постановлениями от 11 и 14 ноября 1918 г. Регентский совет передал высшую государственную власть Юзефу Пилсудскому, обязав передать её будущему Народному правительству.

## Международное признание
Подразумеваемое признание польского государства Германией и Австро-Венгрией произошло 30 марта 1918 года, когда Регентский совет дал согласие на назначение президента министров. Это должно было стать признанием его компетенции как госоргана, который на основании прокламации от 13 февраля 1918 г. основывал свою власть на волеизъявлении нации. Польская государственная власть должна была осуществлять право международного представительства Королевства Польского и заключать международные договоры после окончания оккупации.
В феврале 1918 г. во время мирных переговоров в Бресте делегация большевиков сообщила о признании Польши и отказе признать Совет регентства и правительство Яна Кухаржевского его представителями.. В августе 1918 г. нарком иностранных дел Георгий Чичерин фактически признал полномочия представителя совета в Москве Александра Ледницкого в части, касающейся консульских дел, и, в частности, возвращении поляков. Однако в политических вопросах Ледницкому приходилось действовать через германского посла в Москве. В начале ноября 1918 г. советское правительство обратилось к польскому с предложением назначить своим дипломатическим представителем коммуниста Юлиана Мархлевского. МИД ответил, что решение по этому вопросу может быть сообщено только через Александра Ледницкого, возвращение которого в Москву планировалось после назначения Совета министров.. 11 ноября 1918 г. Министерство иностранных дел опубликовало в печати, что, прежде чем давать ответ, следует принять во внимание защиту польских интересов в России и международное положение. 13 и 15 ноября 1918 г. в связи с изменениями в Польше и расторжением СССР Брест-Литовского мира, советские власти закрыли отделения польского представительства в Москве и Петрограде, арестовав и интернировав большинство сотрудников.
7 октября 1918 г. сотрудники польского представительства в Киеве получили дипломатический статус в местном Министерстве иностранных дел, 7 ноября 1918 года Станислав Ванькович был аккредитован в качестве посланника. Асимметричность польско-украинских отношений, вызванную не отправкой в Варшаву назначенного 19 октября главой дипломатической миссии Украины в качестве «посланника второго класса», что соответствовало должности «поверенного в делах», Александра Карпинского, украинская сторона объясняла невыясненным правовым и государственным статусом королевства. В этой ситуации президенту США Вудро Вильсону протест польскому правительству по поводу содержания ноты Польской ликвидационной комитета выразил 7 ноября 1918 г. украинский посланник в Вене Вячеслав Липинский.
После переворота 11 ноября 1918 г. польские власти позволил временно остаться в Варшаве в качестве представителей Германии уполномоченному при польском правительстве и второму заместителю главы гражданской администрации бывшего Варшавского генерал-губернаторства Гуго фон Лерхенфельд-Кёферингу и секретарю посольства и представителю министерства иностранных дел в генерал-губернаторстве Ойгена Фюрст цу Эттинген-Валлерстайна. C 21 ноября 1918 г. как представитель Германии выступал граф Гарри Кесслер. 12 ноября 1918 г. МИД Польши сообщил об аккредитации Стефана Угрона, ранее занимавшего аналогичный пост в генерал-губернаторстве Варшава.

## Границы и территории
По прокламации от 5 ноября 1916 г. Королевство Польское будет создано на землях, «отторгнутых» от России. Прокламация была адресована жителям генерал-губернаторств Варшавы и Люблина, оккупационные державы уклонились от определения границ королевства. Фактически власть польского государства действовала только на территории этих двух генерал-губернаторств размером в 108 192 км². С февраля 1918 г. восточная граница южнее Буга определялась заключенным 9 февраля 1918 г. между Украинской народной республикой и Центральными державами мирным договором в Бресте.

### Граница с Германией
Сдвиг границы на восток был одной из неофициальных военных целей Германии. Независимо от урегулирования польского вопроса, в годы Первой мировой войны власти Германии и Австро-Венгрии конфиденциально обсуждали объём аннексий за счёт территории оккупированного Царства Польского для Германии («Польская пограничная полоса»). Рассматриваемый размер присоединяемой территории должен был быть тем меньше, чем больше польское государство будет подчинено Германии. По максимальным оценкам немецкого генерального штаба новая граница Германии должна была пройти по линии, обозначенной реками Бебжа, Нарев, Висла, Бзура и Варта.. В конфиденциальной ноте правительствам Германии и Австро-Венгрии от 29 апреля 1918 г. правительство Стечковского со ссылкой на неоднократные слухи о предполагаемом «урегулировании границы» Германией заняло позицию о неприкосновенности территории королевства. В связи с военным поражением Германии на Западном фронте летом 1918 г. упомянутые проекты стали невозможными для реализации, а Германия стала отстаивать статус-кво восточной границы.

### Граница с Литвой
Неисполненное конфиденциальное польско-литовское соглашение от 30 июня 1918 г. предусматривало определение общей границы на основе взаимного согласия с учётом этнографических, исторических и экономических принципов

### Граница с Украиной
По Брестскому миру между Центральными державами и Украиной от 9 февраля 1918 г., они должны были ей передать хелмские земли и часть Подляшья, граница должна была проходить к северу от существовавшей границы между Австро-Венгрией и Украиной, начиная с Тарногруда по линии: Билгорай, Щебжешин, Красныстав, Пухачув, Радзынь, Мендзыжец, Сарнаки и Мельник (дальше к северу от Буга по линиям: Высокое, Каменец-Литовский, Пружаны и Выгонощанское озеро).. Согласно протоколу от 4 марта граница могла быть проведена восточнее указанной линии с учётом национальных отношений и пожеланий населения с участием мнения представителей Польши. Этот договор не был ратифицирован Австро-Венгрией, и области восточнее линии УНР не передавались (c 1 июня 1918 г. в уездах Замосць, Билгорай, Хрубешув и Томашув польские власти учредили окружной суд, располагавшийся в Замосце)..
Вышеупомянутое назначение представляло собой нарушение полномочий оккупационных властей по международному праву. Не было и определена судьбы этой местности по согласованию с её населением по Брестскому миру с Россией. Королевство Польское не было участником вышеуказанных мирных договоров. Во исполнение Версальского договора от 28 июня 1919 г. этот договор между Германией и Украиной был признан утратившим силу.

### Вопрос Галиции

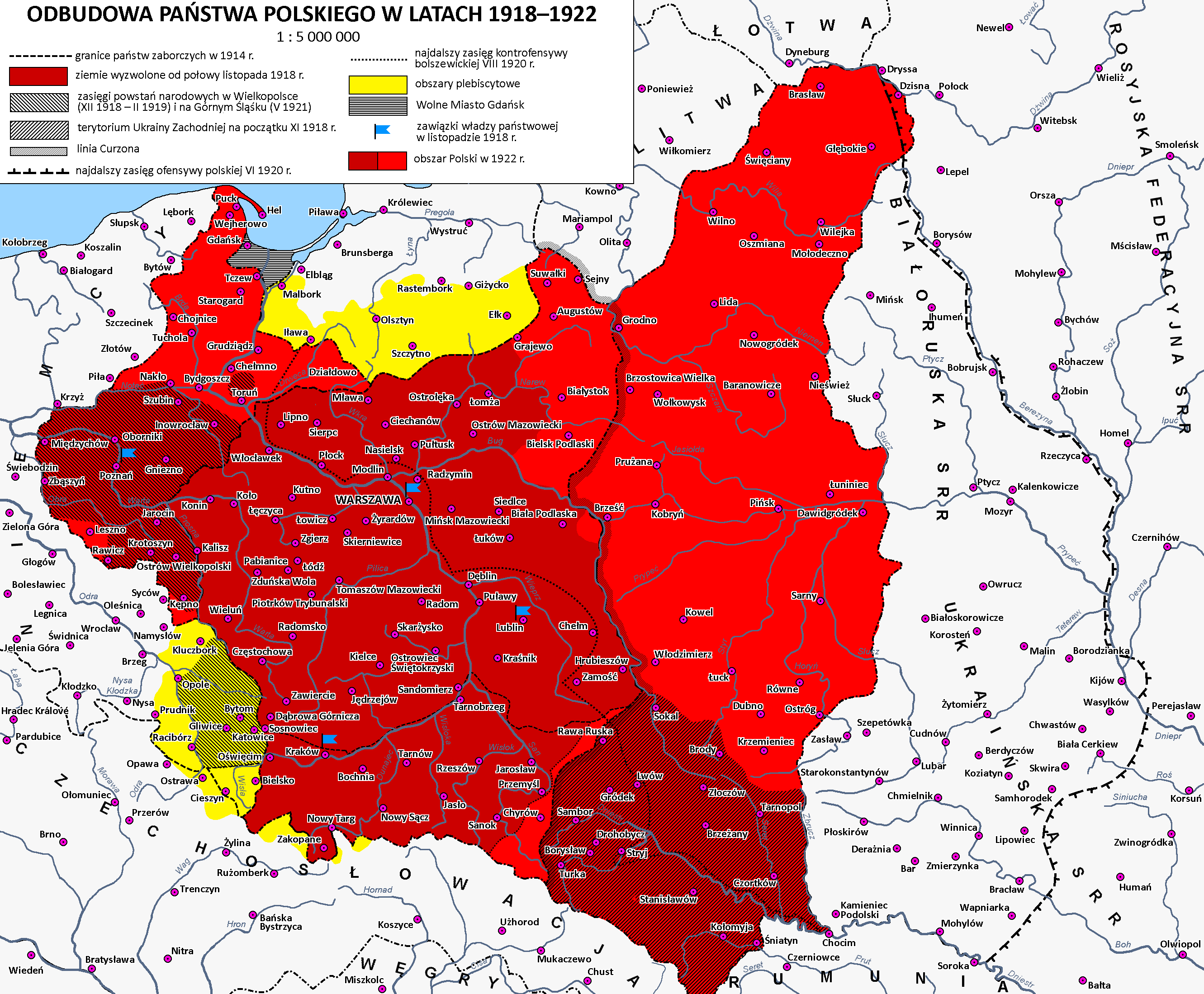
Польша в 1918—1922.

2 ноября 1918 г. Регентский совет объявил о назначении 31 октября генерального комиссара по Галиции и польской части Силезии с местонахождением во Львове. В связи с продолжающимся распадом Австро-Венгрии, власть в Западной Галиции 31 октября перешла к Польскому ликвидационному комитету, отказавшемуся признать комиссара. 1 ноября восточная часть Галиции, включая Львов, была захвачена Галицкой армией Западно-Украинской народной республики.
2 ноября Национальный совет Тешинского герцогства уведомил польское правительство в Варшаве, ликвидационный комитет и уполномоченного польского правительства в Кракове о приходе к власти польского правительства. Все они временно признали подчинение себе совета. Генеральный комиссар, которому не позволили прийти к власти, покинул Краков, а член президиума совета Юзеф Лондзин стал членом комитета.
В Галиции поляки занимались организацией армии и надзором за университетами со стороны Министерства по делам религии и народного просвещения, в рамках которого был подчинён Ягеллонский университет.

### Оперативный район армий Центральных держав
Районы Хелмского, Бяльского, Константиновского и Влодавского уездов общей площадью 6 448 км² входили в оперативный район армий Центральных держав. Северная часть этой территории находилась в ведении немецкой инспекции Буга в Бресте. Холмщина подчинялась австро-венгерскому военному генерал-губернатору в Люблине. На основании Брестского мира с УНР часть этой территории должна была войти в состав Украины. В марте 1918 г. в Бресте был создан украинский народный комиссариат по Холмщине, Подляшью и Полесью. Немецкие власти разрешали украинским чиновникам только организацию культурно-просветительской работы и оказание экономической помощи, австро-венгерские власти не разрешали никакой деятельности. Номинальная власть Польши над бугскими уездами в октябре 1918 г. ознаменовалась определением района действия уездных земельных комиссий.
В связи с попытками Польской военной организации разоружить немецкие войска в этом регионе, 18 ноября 1918 г. между польскими властями и немецким командованием был заключен договор об установлении демаркационной линии, обозначенной деревнями Вишница — Мендзыжец — Лосице — Мельник — Семятыче — Лапы..

### Обер-Ост

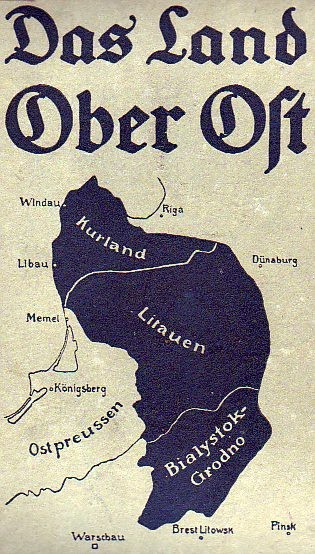
Обер-Ост

Территория Обер-Оста была подчинении Верховному командованию всеми германскими вооружёнными силами на Востоке. В дополнение к относившимся к исторической Литве и Беларуси землям, территория общим размером 12 162 км² включала в свой состав северо-восточную часть Царства Польского (Сувалкская губерния, временно также Ломжинскую губернию с крепостью Осовец).
Вопреки проводившейся в большинстве районов королевства по акту 5 ноября политике, для нейтрализации польское влияние в Обер-Осте немецкие власти поддерживали литовских националистов и препятствовали политической активности поляков. Это выражалось, в том числе, в признание Германией акта о независимости Литвы 23 марта 1918 года и поддержке формирующегося национального государства.
Отсутствие польской власти в Сувалкской губернии было продемонстрировано положением о составе Государственного совета: на территории её уездов не проводились выборы, только шесть из семи епархиальных архиереев Варшавская митрополия были назначены в этот орган, что фактически привело к отсутствию присутствия Августовского епископства.). В конфиденциальной ноте правительствам Германии и Австро-Венгрии от 29 апреля правительство Стечковского признало потерю четырёх северных округов Сувалкской губернии, предложив компенсацию за это на отнятых в XVIII в. Российской империей в ходе разделов у Речи Посполитой восточных землях. Однако 16 ноября глава министров и министр внутренних дел назначили уполномоченных правительства «в северной части бывшего Царства Польского», также назначив уполномоченными по районам Сувалкской губернии.

## Административное деление

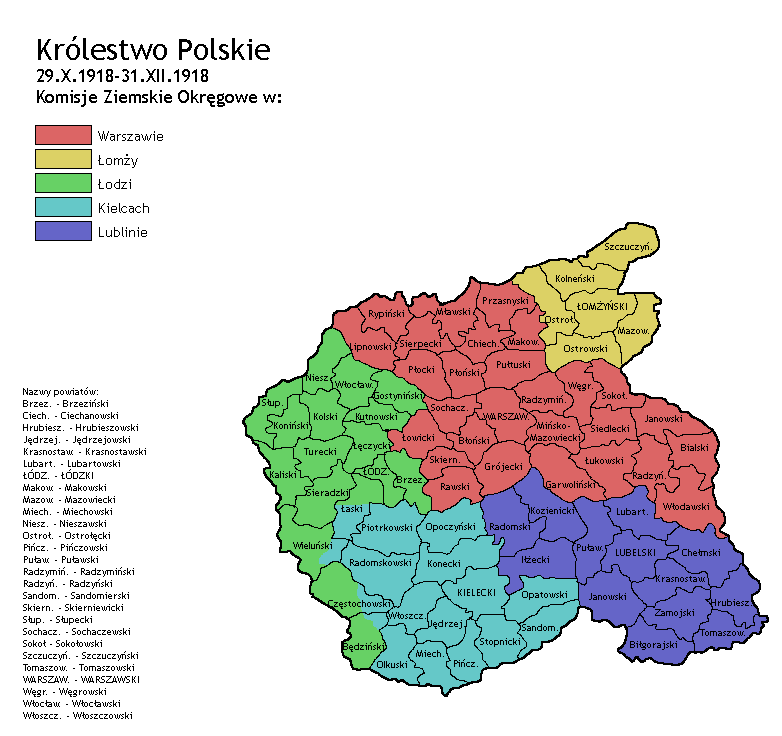
Уездные земельные комиссии в 1918 г.

Доминирующим элементом территориального деления королевства было разграничение оккупационных зон, поскольку оккупанты жестко ограничивали возможность пересечения этой границы. Делимитация Генерал-губернаторств была также таможенной границей между Германией и Австро-Венгрией.
Единственной единицей административного деления генерал-губернаторств был округ. Деление на уезды использовалось для проведения непрямых выборов в Государственный совет и для определения округов окружных земельных комиссий.
Особые администрации, действовавшие в округах, охватывавших несколько уездов, представляли собой военную администрацию и земельные конторы. Кроме того, округа областных судов охватывали несколько округов, в некоторых случаях соответствующих губернаторствам. Районы апелляционных судов в Варшаве и Люблине были определены на основе площадей обеих оккупационных зон.

## Вопрос о короле
С отречением императора России Николая II 2/15 марта 1917 г. и последующим отречением великого князя Михаила Королевство Польское также лишилось своего монарха.
Обсуждение Германией и Австро-Венгрией возможного кандидата на польский престол было связано с неопределённостью, с какой из Центральных держав должно быть связано созданное королевство (личная уния с Австрией или по генеральному плану варшавского губернатора от марта 1918 г. — заключение военной конвенции с Германией, таможенных и торговых договоров, договоров о границах, железных дорогах и сообщении, защите германской земли, а также — захват бывшей Государственные домены России.). Так как автрийцы изучали возможность унии, кандидат в первую очередь рассматривалось властями Германии. После обретения Польшей независимости 29 марта 1918 г., 16 апреля 1918 г. император Вильгельм II, рейхсканцлер Георг фон Гертлинг и министр иностранных дел Рихард фон Кюльман договорились, что кандидатом станет второй сын вюртембергского короля Альбрехт Евгений Вюртембергский. Вопрос был предметом германо-польских переговоров, проведенных в августе 1918 г. в Спа. Так, 12 августа Вильгельм II предложил директору Департамента по политическим вопросам Янушу Радзивиллу кандидатуру Карла Стефана Австрийского (Не посоветовавшись с ним самым, тогда отрицательно относившемуся к этому плану). 13 августа германский император сообщил австрийскому коллеге, что поляки приняли вышеуказанную кандидатуру. Такое сообщение затем опубликовала немецкая пресса, в связи с чем её как несоответствующую действительности пришлось опровергнуть представителям королевства. В ходе переговоров в Спа поляки сообщили госсекретарю иностранных дел Паулю Хинцу, что вопрос о правителе урегулируется после установления границ и передачи всей власти от оккупантов.
Кандидатами на корону, рассматриваемыми властями Германии и Австро-Венгрии, а также польской администрацией, были:
- австрийский эрцгерцог из тешинской ветви династии Габсбург-Лотарингских Карл Стефан Австрийский, arcyksiążę austriacki linii żywieckiej[51]
- второй сын вюртембергского герцога Альбрехта Альбрехт Евгений[51]
- силезский аристократ Ганс Генрих XV фон Хохберг[52]
- итальянский принц из Савойской династии Эммануил Филиберт Савойский, брат короля Италии Виктора Эммануила III[52]
- принц Прусский Иоахим Прусский, шестой сын германского императора Вильгельма II[52]
- король Баварии Людвиг III[52]
- член Регентского совета Польши Здислав Любомирский[52]
- польский аристократ Януш Радзивилл[52]
- польский военный Юзеф Пилсудский[52]
- глава Саксонского дома Фридрих Кристиан Саксонский, потомок польских королей и курфюрстов Саксонии Августа II и Августа III[53]
- немецкий аристократ и король Литвы Вильгельм фон Урах[53]
- болгарский князь Преславский Кирилл[53].